# Amphixystis sciadocoma
Amphixystis sciadocoma är en fjärilsart som beskrevs av Edward Meyrick 1924. Amphixystis sciadocoma ingår i släktet Amphixystis och familjen äkta malar. Inga underarter finns listade i Catalogue of Life.